# Felis silvestris ornata

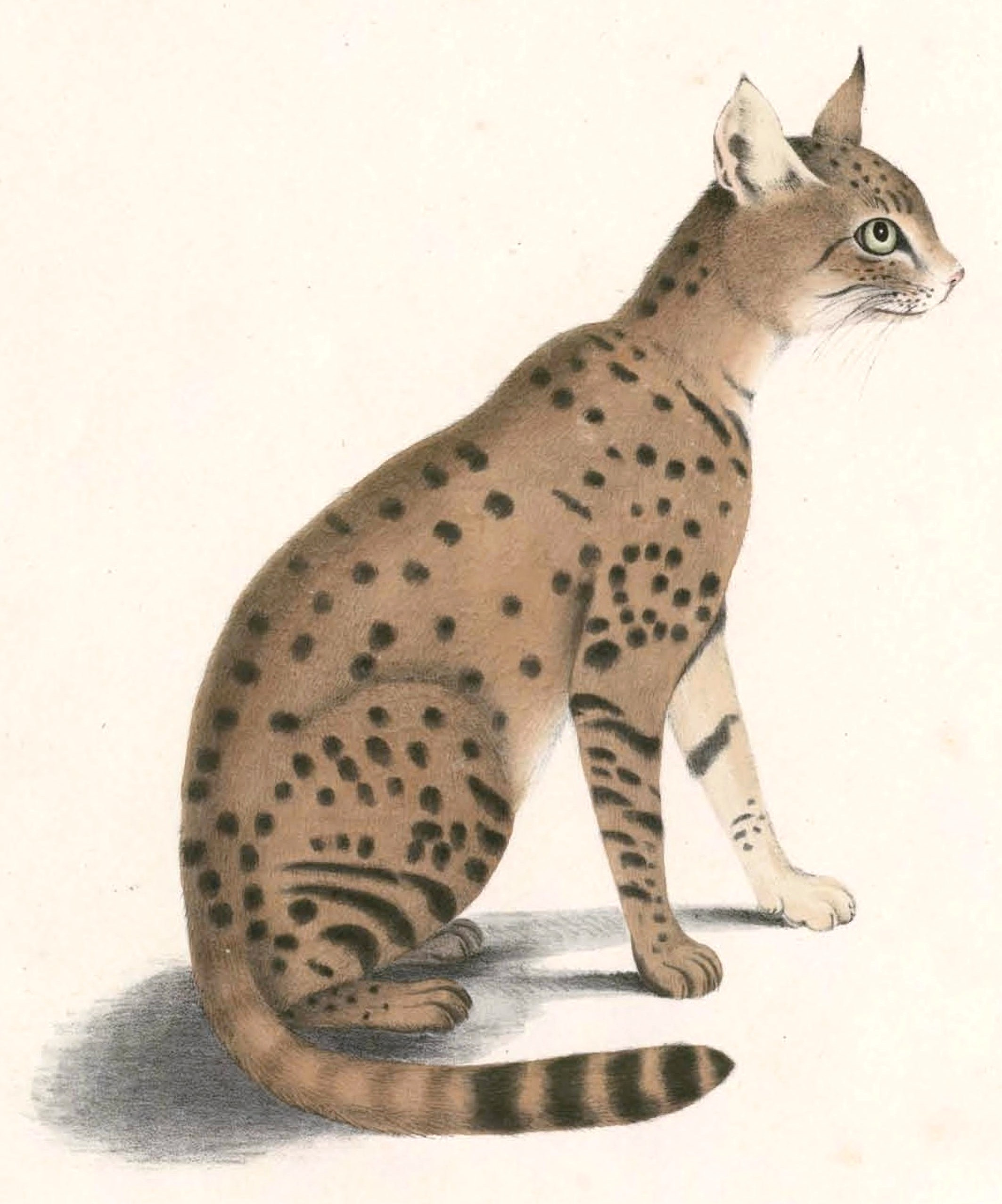
Ilustración de Thomas Hardwicke, 1830-1832.

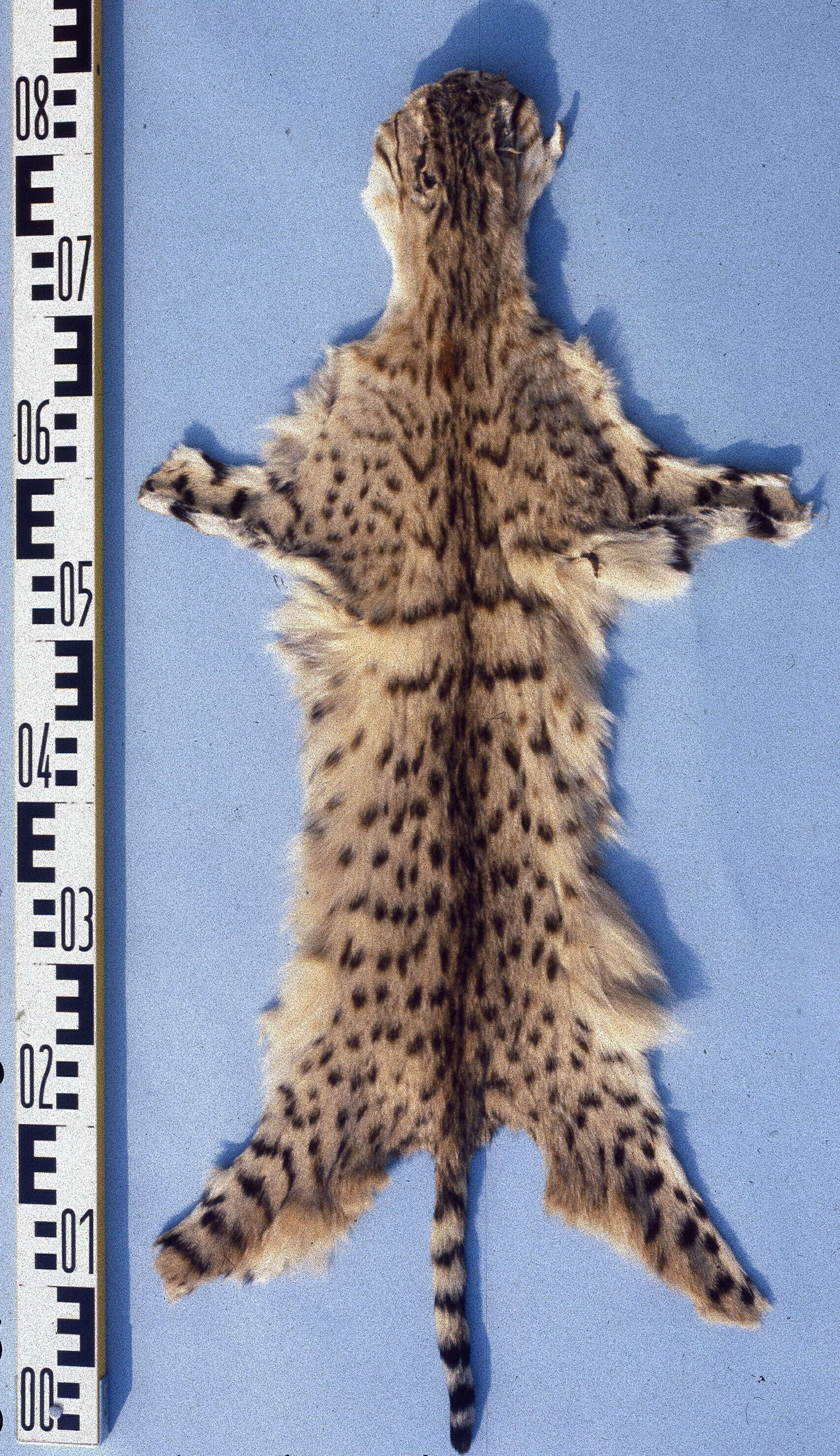
Piel del gato ornado.

El gato salvaje asiático, gato ornado o gato indio del desierto (Felis silvestris ornata) es una subespecie del gato montés euroasiático (Felis silvestris) que se encuentra entre la India e Irán. Es un mamífero carnívoro de la familia de los félidos. Es un felino de aspecto similar al del gato doméstico.

## Descripción
En general su pelaje es gris amarillento, a veces parduzco. Su vientre es de color gris claro o blanco, con puntos negros diseminados. Su larga cola es más o menos anillada, hasta acabar en una punta negra. La variación individual con respecto al pelaje es muy amplia, como pudo constatar el zoólogo B. A. Kuznetzov en las peleterías de Kirguistán.
En la India, el gato ornado es más pequeño y no sobrepasa los 4 kg de peso, su pelaje en general es gris pálido amarillento, generalmente sin manchas, y la cola y el vientre son blancos y con menos puntos negros o sin ellos. En 1867, D. Short apuntó que en la India meridional no se conseguía diferenciar bien muchos gatos domésticos (Felis silvestris catus) de los gatos ornados. El índice craneal del gato ornado indio es netamente superior al de los demás animales del género Felis, algo que muchos han relacionado con una posible domesticación de este gato por parte de las civilizaciones antiguas de la zona, la cultura del valle del Indo o Mesopotamia.

## Distribución y hábitat
Su hábitat natural son las zonas secas de la franja central de Asia central y occidental. Se suele encontrar en las regiones secas de Oriente Medio, en Irán, Afganistán, en la región meridional del Turquestán, en Pakistán y en la India. En el Cáucaso, vive en las estepas de Azerbaiyán, en el valle de Araks, en Najicheván y Armenia. Al oriente del mar Caspio, su distribución es más difusa. Se encuentra a la izquierda del Volga, en Turkmenistán, en Tayikistán, en las estepas del Murgab, en las regiones del lago Issyk-Kul y en el valle del río Sir Daria. Vive en Kirguistán, en Asia Central, cerca del lago Baljash, pero el límite oriental de su difusión no está bien definido. En Irán vive en todas partes, salvo en la región boscosa de la cordillera de Elburz y en la llanura costera del mar Caspio.
R. T. Tabert y sus colaboradores, en 1967, reseñaron que en el valle del Indo, en Pakistán, el gato ornado vive en la zona descubierta, donde se alimenta principalmente de jerbos egipcios; lo que no sería raro en el desierto de Thar. En India vive en los desiertos noroccidentales y las regiones secas de Madhya Pradesh. También aparece en Sind, en Rajastán, y la región sursureste de Jaipur.
En 1912 el inglés T. Wroughton halló un gato ornado cerca del cadáver de una oveja y dijo que la distribución de este felino es muy numerosa en el desierto donde se hallan madrigueras de jerbo. En Kazajistán, el gato ornado vive en valles aluviales más o menos áridos, espesos y boscosos de Haloxylon persicum. A veces se divisa en juncos y gramíneas cerca de cursos de agua. En otras regiones aparece en zonas más desérticas y oasis. En Asia Central se puede observar entre formaciones de Halimodendron y  rosas silvestres. En la depresión del lago Issyk-Kul, aparece en las plantaciones de té y en matorrales de tamarisco.

## Comportamiento
El gato ornado es diurno y nocturno. Al igual que el gato de las arenas, habita madrigueras que no excava él, sino tejones o erizos.

### Alimentación
Se alimenta de pequeños mamíferos, como topos o liebres, y en un 15% de aves. También se alimenta de lagartos e insectos. En el Turquestán come faisanes y otras aves. El zoólogo ruso Y. F. Sapozhenkov, en 1961, estudió la ecología del gato ornado en el desierto de Karakum oriental, y estableció que aunque su dieta esté basada en roedores y otros pequeños mamíferos, devora también aves, serpientes y saurios.

### Reproducción
El celo va desde enero a febrero y la hembra pare de 2 a 5 crías en mayo en Kirguistán y a mitad de abril en el desierto de Karakum. La gestación dura unos 2 meses y crían a sus cachorros entre las raíces de algunos árboles o entre piedras.